# Pedestal

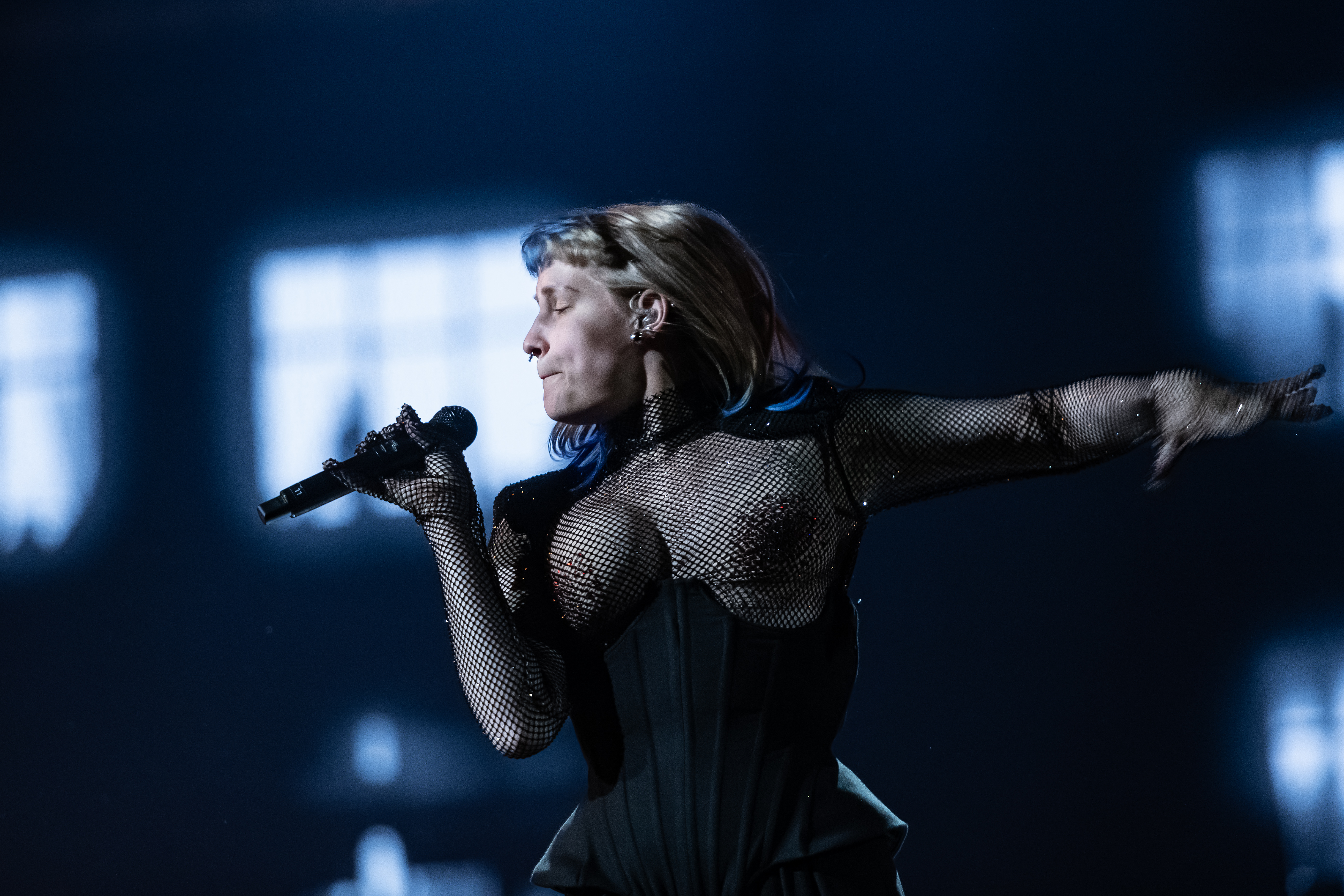
Aiko mentre si esibisce sulle note di Pedestal alle prove semifinali dell'Eurovision Song Contest, 8 maggio 2024

Pedestal è un singolo della cantante ceca Aiko, pubblicato il 22 settembre 2023 come primo estratto dal terzo album in studio Fortune's Child.

## Descrizione
La canzone è descritta come un inno all'amore proprio e un inno post-rottura, e "sottolinea la determinazione a dare priorità all'indipendenza. Evidenzia l'importanza di mettersi al primo posto di fronte alle avversità e a qualsiasi relazione tossica".
Inoltre, la canzone approfondisce i sentimenti negativi e gli eventi che si verificano quando una relazione sta per giungere al termine. In un articolo della rivista Distorted Sound, la cantante ceca ha dichiarato: "A un certo punto, tutto si mette al proprio posto e ti rendi conto che è il momento di mettersi al primo posto e farti diventare la priorità. È un processo e può volerci un po' prima che si impari a essere gentili con sé stessi".

## Promozione
Il brano ha partecipato all'Eurovision Song CZ 2024, la selezione nazionale organizzata dall'emittente ČT per scegliere la canzone ceca per l'Eurovision Song Contest 2024. Sette brani hanno partecipato alla competizione, che si è svolta il 4 dicembre 2023 presso il Roxy Club di Praga. La canzone vincitrice è stata selezionata tramite voto pubblico annunciato il 13 dicembre 2023. Il risultato finale è stato stabilito per il 70% dal pubblico internazionale e per il 30% dal pubblico ceco.
Nella votazione, Pedestal ha ottenuto 723 voti ponderati dal voto ceco e 23 175 voti ponderati dal voto internazionale, totalizzando 23 898 voti e vincendo con un margine di 11 022 voti; garantendo così all'artista di rappresentare la Repubblica Ceca all'Eurovision Song Contest 2024.
Subito dopo lo svolgimento del concorso Ahmad Halloun, membro della delegazione ceca ha lasciato intendere che la canzone avrebbe subito leggere modifiche appositamente per la manifestazione europea; ciò è stato confermato dalla stessa Aiko che ha presentato la versione eurovisiva del brano il 21 marzo 2024.

## Tracce
Testi di Alёna Širmanova-Kostebelova, musiche di Steven Ansell
Download digitale
1. Pedestal – 2:29

Download digitale – Eurovision Version
1. Pedestal (Eurovision Version) – 2:57

## Classifiche
| Classifica (2024) | Posizione massima |
| ----------------- | ----------------- |
| Lituania          | 49                |